# Симпатија и антипатија
„Симпатија и антипатија” је југословенски телевизијски филм из 1995. године. Режирао га је Здравко Шотра а сценарио је написала Јадранка Даша Ковачевић по делу Јована Стерије Поповића.

## Радња
Млада девојка решава своје љубавне проблеме вештим манипулисањем. Према истоименој драми Јована Стерије Поповића.

## Улоге
| Глумац                | Улога          |
| --------------------- | -------------- |
| Михаило Миша Јанкетић | Самуило        |
| Јелица Сретеновић     | Марта          |
| Милица Михајловић     | Агница         |
| Предраг Ејдус         | Др Макаријус   |
| Тамара Вучковић       | Тода, служавка |
| Горан Даничић         | Аврам, слуга   |
| Војин Ћетковић        | Димитрије      |
| Јасмина Аврамовић     | Госпођа        |
| Боривоје Кандић       | Алекса         |
| Петар Краљ            | Винко Лозић    |

Остале улоге ▼
| Глумац                  | Улога                  |
| ----------------------- | ---------------------- |
| Раде Марковић           | Јоаким Вујић           |
| Михајло Бата Паскаљевић | Суфлер                 |
| Моника Ромић            | Јелица                 |
| Радмила Савићевић       | Станија                |
| Тихомир Станић          | Јован Стерија Поповић  |
| Милош Тимотијевић       | Књаз Михаило Обреновић |
| Власта Велисављевић     | Атанасије              |
| Милош Вуковић           | Ћирица                 |